# 梅田えりか
梅田 えりか（うめだ えりか、1991年5月24日 - ）本名：後藤えりかは、日本のファッションモデル、歌手。神奈川県横浜市出身。170cm、81-58-84（スリーサイズ）、A型。元アイドル（℃-uteのメンバー）でもある。アップフロントミュージックスクール出身。アップフロント在籍時の公式ニックネームは“梅さん”。

## 略歴

### アイドル
2002年にハロー!プロジェクト・キッズのオーディションに合格。2003年にはZYXメンバーに選出される。そして2005年にハロー!プロジェクトの新アイドルグループ『℃-ute』の一員となり、2007年に「桜チラリ」でメジャーデビュー、それから2009年に至るまでアイドルとしての活動を展開。℃-uteの一員としての日本レコード大賞最優秀新人賞の受賞（2007年）や第58回NHK紅白歌合戦への出場などがアイドルとしての目立った実績となった。
2009年8月から10月までに及んだ℃-uteの全国ツアー『℃-uteコンサートツアー 2009夏秋 〜キューティーJUMP!〜』の終幕をもって℃-uteおよびハロー!プロジェクトを卒業。この卒業は自身の申し出によるものであったという。そしてそれに先立ちファッションモデルへの転進の意向を明らかにしていた。

### モデル
2010年5月にランウェイイベント『ガールズアワード』へ出場。これがモデルデビューとなった。さらに9月から山本美月、江原美優、紺野ゆり、小泉梓という4名のモデルらとともにABCマートのブーツ製品のテレビコマーシャルに出演。ガールズアワードへの出場を重ねつつ、翌2011年には雑誌『S Cawaii!』に「NEXTブレイクモデル」として登場するなどしている。8月をもってアワーソングスクリエイティブへ移籍。2013年3月から『東京ガールズコレクション』出演モデル等によるランニングチーム『TOKYO GIRLS RUN』第二期メンバーとして活動。

### 歌手
2013年10月25日に公式ブログにて音楽活動再開を発表。当日は℃-ute卒業からちょうど4周年の日でもある。同時に梅田えりかとしての公式サイトも開設。12月22日に初台ドアーズで初のソロライブを開催。2014年2月12日にファーストソロアルバム「erika」を発売。2014年7月末をもってアワーソングスクリエイティブとの契約が終了。

### 私生活
2021年8月15日、都市コミュニティー「Flags Niigata」代表の後藤寛勝との結婚と第1子妊娠を公表。後藤の出身地である新潟県に活動拠点を移すことを明らかにした。同年12月21日、第1子となる男児を出産。2023年6月、第2子男児を出産。

## 作品

### アルバム
- erika（2014年2月12日、BNUE-0001） - EAN 4948722502203。

## 出演

### ランウェイ
- ガールズアワード：2010年春夏[24]、2010年秋冬[25]、2011年春夏[26]、2011年秋冬[27]、2012年春夏[28]、2012年秋冬[29]、2013年春夏[30]
- 東京ガールズコレクション：2012年春夏[31]
- クラウディアブライダル（2011年2月）

### CM
- ABCマート（2010年9月15日 - 2011年3月）
- 富士急ハイランドインフォマーシャル（2011年8月、フジテレビ）
- ユニバーサル・スタジオ・ジャパン「ワンピース・プレミア・サマー」（2012年7月 - 9月）
- FAIR NEXT INNOVATION メッセージ編（2019年4月 - ）

### 映画
- 仔犬ダンの物語（2002年12月14日、東映） - 西沢まどか役

### 広告
- ジョイフル恵利最新振袖カタログ
- As-meエステール
- アプロン白衣カタログ
- しまむら
- テーオーシーグループ（浅草ROX、コレットマーレなど）
- ニッセン「Slattgir.」
- 千趣会

### テレビ番組
- HEY!HEY!HEY! MUSIC CHAMP（フジテレビ系） - 藤本美貴「ブギートレイン'03」のバックダンサー
- ハケンOLは見た!（2010年11月29日・2011年1月31日・5月2日、テレビ東京）

### 舞台
- グッバイ・ジョーカー（2014年4月4日 - 9日、あうるすぽっと）

### バックダンサー
- 後藤真希「手を握って歩きたい」（2002年5月）ハロー!プロジェクト・キッズとして選ばれる前にアップフロントミュージックスクールの生徒として参加。
- 藤本美貴「ブギートレイン'03」のバックダンサーとしてPV（シングルV等に収録）。

### ライブ
- 藤本美貴ファーストライブツアー2003春 〜MIKI (1) 〜「ブギートレイン’03」バックダンス（2003年3月2日、Zepp TOKYO）

### イベント
- 菊地と林のアイドルパンチ!（2011年6月18日、神保町花月） - 栞菜とゲスト出演
- 岡井千聖FCライブ② 〜勝手にハロプロ20周年おめでとう! 2007-2012〜（2018年9月22日、山野ホール） - 栞菜とゲスト出演

### その他
- ビデオチャット：第24回ハロプロビデオチャット（2005年8月26日、ハロー!プロジェクト on フレッツ）
- ミュージック・ビデオ：四季彼方「HAVE A NICEDAY〜EPISODE1(さよなら初恋編)」

## 書籍

### 雑誌
- B.L.T. U-17 sizzleful girl vol.6 （2008年5月7日、東京ニュース通信社）
- S Cawaii! （2011年1月7日・2月7日、主婦の友社）
- CanCam（小学館）
- GINGER（2012年8月23日 - 、幻冬舎）

## ハロー!プロジェクトの参加ユニット
- ℃-ute（2005年 - 2009年）
- ZYX（2003年 - 2009年）
- シャッフルユニット
  - H.P.オールスターズ（2004年）
  - ZYX-α（2009年）
- Bello!（2009年、FC限定DVD「Buono! Days2 2009 夏 スペシャルドラマ風 Buono!危機一髪」に登場するユニット）